# Jézus ábrázolása a művészetekben
Jézus életének és szenvedéstörténetének eseményei számtalan híres alkotót kimagasló művészeti alkotások létrehozására ösztönöztek az idők során, a képzőművészetekben, zenében és filmművészetben egyaránt.
I. Gergely pápa (540–604) szerint, a művészi ábrázolás segédeszköz, amely alacsonyabb fokon áll, mint az írás, de alkalmas arra, hogy az írástudatlanok okulására szolgáljon.

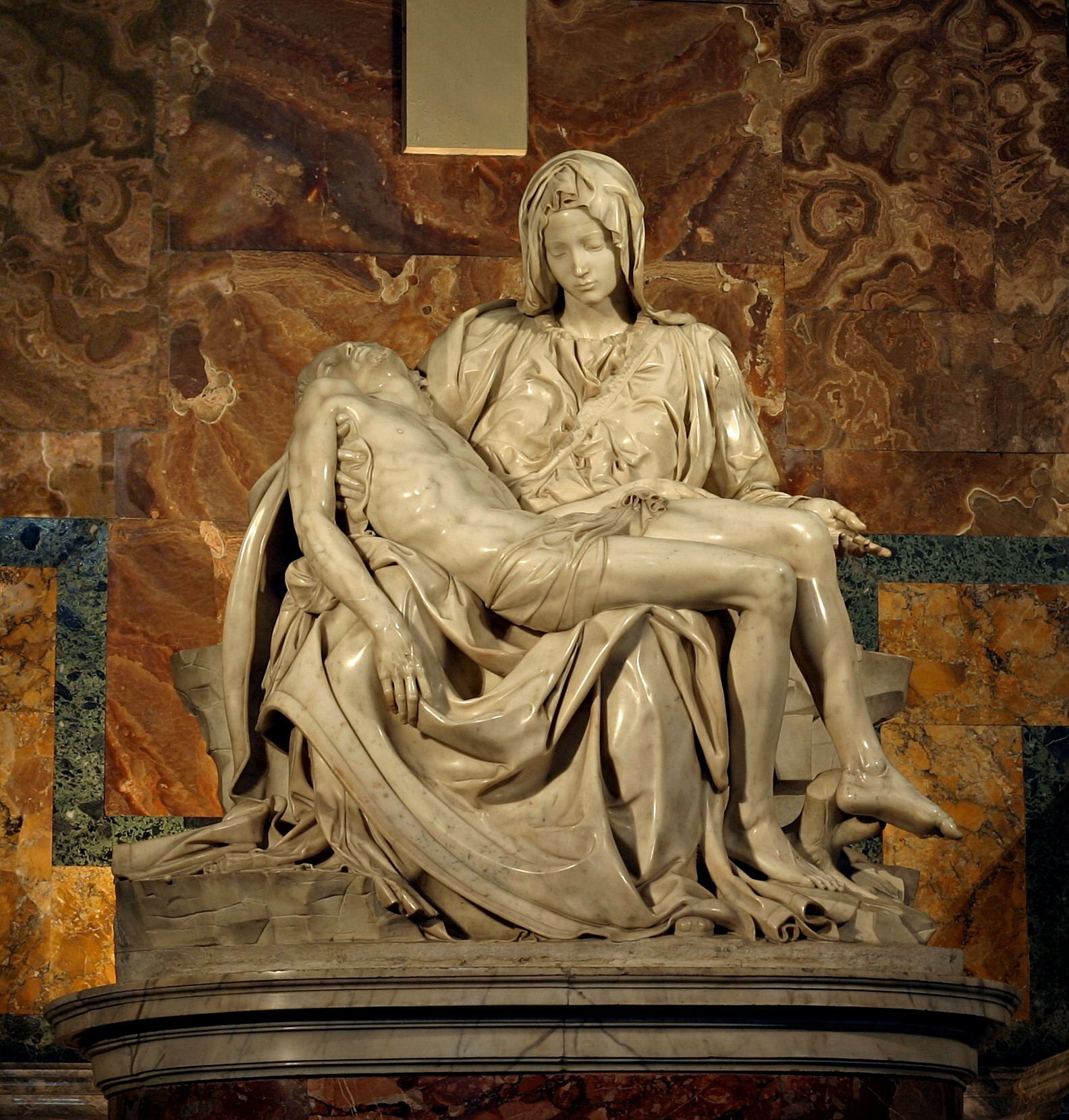
Michelangelo: Pietà (1499)

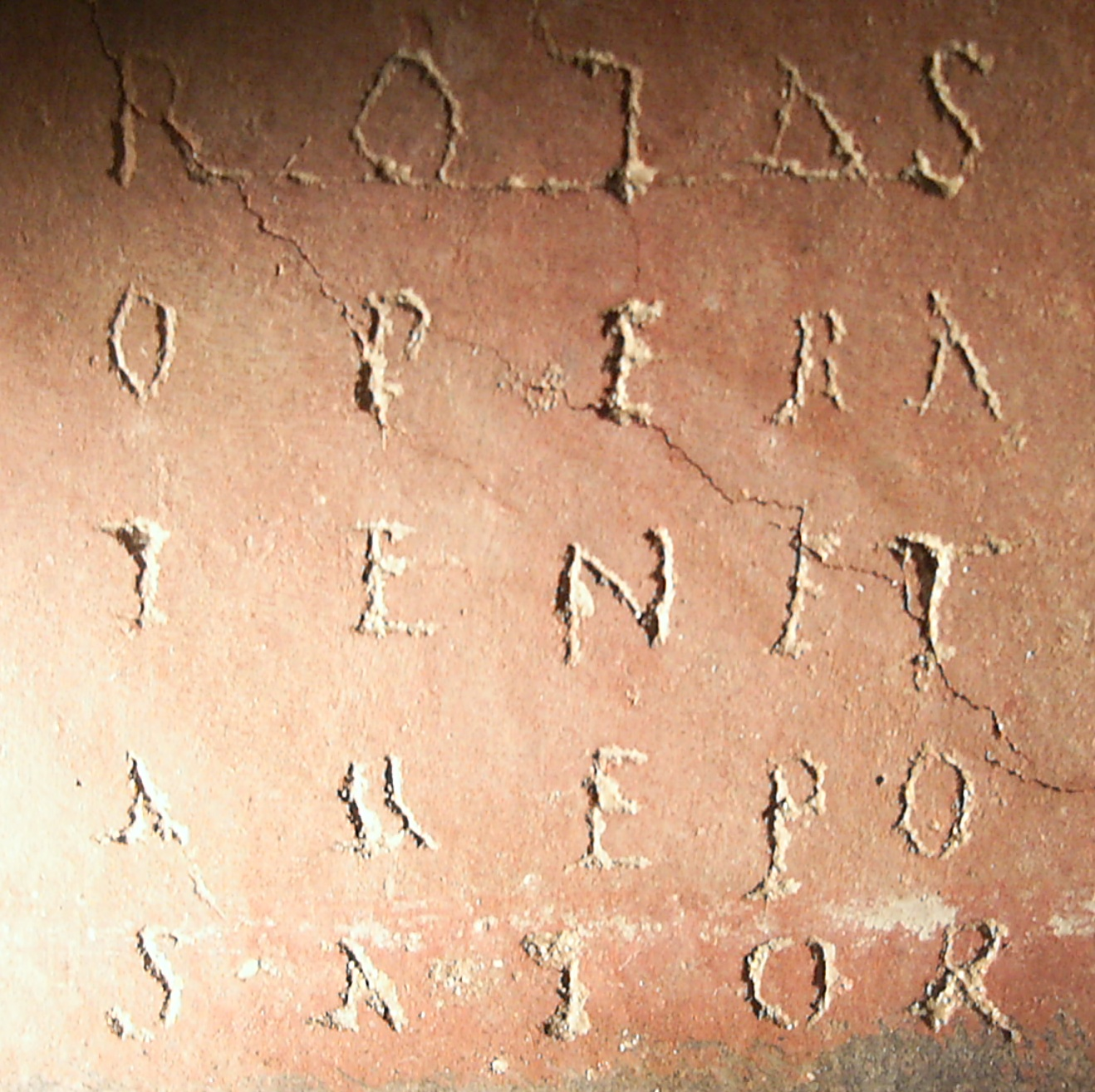
A mágikus négyzetben a betűk újbóli elrendezése, a Pater noster (Miatyánk) szavakat kereszt alakban adja ki

A Jézus ábrázolásával foglalkozó művészettörténész munkák alapja a mai napig is Ernst von Dobschütz (1870–1934) könyvei.[forrás?] Az ezekből levonható konzekvenciák alapján rekonstruálhatók azok a főbb folyamatok, ahogy a pogány városok palladiumait (védőszentjei, Olaszország, Sperlonga, Tiberius villájában: 1. századi szobor – a palladium megmentése) a kereszténység elterjedésével felváltották a szent ereklyék, vértanúk emlékei. Jézus után azonban maradhatott egy valódi képmás is. Amennyiben hitelesnek fogadjuk el a torinói vásznat, úgy ez magyarázatot adhat arra a tényre, hogy az első századra datált Jézus-ábrázolás a Kallistus katakombában, miért egyezik több ponton (hosszú, középen kétfelé választott haj, kétágú szakáll, bal arcfélteke erősebb járomcsontja stb.) a leplen látható képmással (Mandylion). A későbbi századokban, a teológusok térnyerésének köszönhetően, akik az ószövetségből vonatkoztatott ábrázolási tilalmat vették figyelembe, nem találjuk folytatását a katakombákban található freskóknak. Sőt, Caesareai Euszebiosz püspök, I. Constantinus római császár leányának kérését, hogy szerezzen neki egy Krisztus-portrét, visszautasítja. De hát hogyan tiszteljem, ha nem látható és nem ismerem? – A válasz a kérdésre hasonló volt, mint amit Szalamiszi Epiphaniosz adott ugyan ebben a században: Állítsatok fel egy képet, és meglátjátok, hogy a pogányok szokásai megteszi a többit! Az i. sz. 300 –303 között Elvirában ülésező egyházi zsinat 36. kánonja szerint: meg kell tiltani, hogy a templomok falaira festmények kerüljenek, a tisztelet tárgyának nem a falon van a helye... Ezekre a döntésekre utalnak vissza a 8. században történő bizánci képrombolási vitákban is, ahol a képek és ellenzőik leghevesebben csaptak össze e kérdés körül.
Az előbbiektől függetlenül a kereszténység körében az első századtól kezdve nagy hagyománya volt a vértanúk, szentek ereklyéinek. Ezeknek a tárgyaknak a tisztelete egyre nőtt az idő múlásával, később az évfordulók alkalmával körmeneteken hordozták a városokban. A 325-ben tartott niceai zsinaton tisztázták, hogy Krisztusban az isteni és az emberi természet is megmutatkozik, ami teológiai alapot teremtett arra, hogy képeken is ábrázolhassák a Fiút.
A művészettörténészek szerint az ereklyék, a római falképek, halotti portrék, freskók lehettek a szentképek kezdeteit. Jellemzően az ötödik-hatodik században görög istenként, szőke, göndör fürtökkel ábrázolták Jézust, legtöbbször ’jó pásztorként’. A hatodik század elején Ravennában készült mozaikon még az előbbi formában látható, miközben a Bizánci Birodalomban I. Justinus bizánci császár idejéből származó mozaikon (a torinói lepelnek 525-ben történt eddessai előkerülése után) visszatérnek a korábbi formához, és ez megjelenik a pénzérméken is. Ez után rögzítik az ikonfestés kánonját, ahol szigorúan szabályozzák az arckép legfontosabb jellemzőit. A későbbiekben megjelenik a pantokrátor ábrázolási mód is. Már az ezredforduló előtt a művészek szabadabban választottak témát a Jézusábrázolásokhoz, megjelentek olyan kódexek, amelyekben feltűnnek szentképek is (tollrajzok), valamint márványikonok díszítik a palotákat. Ekkor terjedtek el a ’másodlagos’ érintés útján ható ereklyék (hozzáérintették az eredetihez) amelyek az eredeti példány másolatai voltak, ez ismét hatalmas lökést adott a művészeteknek. Ezt jól jellemzi az a példa, hogy a torinói lepelnek több mint negyven másolatát készítették el. Az egyik legelterjedtebb ábrázolás az első évezredben: a Mária és a kisded portréja, ahol Jézust gyermekként láthatjuk viszont. Az egyik leghíresebb (vera ikon) igaz ikon képet a nagy művész Jan van Eyck készítette 1438-ban, ma Berlinben a Staatliche múzeumban látható. A reneszánsz, majd barokk stílustörténeti korszakok hasonlóan bővelkedtek korszakalkotó művészekben és alkotásaikban, amelyek Jézust különféle, az evangéliumokból ismert élethelyzetekben örökítették meg. A keresztényeket ragyogó fehéren ábrázolták és a reneszánsz korára a Jézus-ábrázolás az európai gondolkodás szerves részévé vált.
Munkácsy Mihály az egyik leghíresebb magyar festő máig ható alkotása a Krisztus trilógiája – A bibliai történések sorrendjében az első a ’Krisztus Pilátus előtt’, második az Ecce Homo, a trilógia harmadik darabja a Golgota. Bár a művészek általában törekednek a hitelességre, azonban ez nem minden esetben sikerül, még akkor sem, ha iskolázott, szakavatott segítők állnak a rendelkezésükre (Mel Gibson: A Passió).

## A képzőművészetben

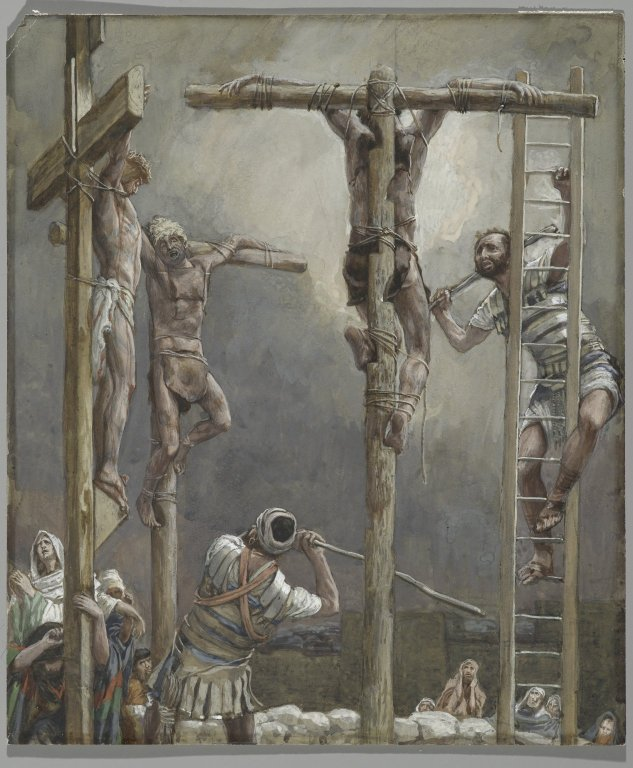
Jacques Joseph Tissot: A latrok lábainak összetörése Brooklyn Museum, New York
(Ján 19: 31-33)

A legelső, Jézushoz, a kereszténységhez köthető képzőművészeti alkotás a ROTAS–SATOR (Sator-négyzet) szónégyzet lehet. Az ezeket a betűket tartalmazó mozaikokat a Római Birodalom több helyén is feltaláltak. A két négyzet, amelyet Pompeiben leltek fel biztos, hogy i. e. 79 előtt készült. Az alakzatban a betűk újbóli elrendezése a PATERNOSTER (Miatyánk) szót kereszt alakban kétszer adja ki.
A betűhalmaz közepén az egymást keresztező két TENET előtti és utáni A és O a kezdetre és végre utal. Legalábbis az őskeresztények számára, mivel a pompeji felirat, amely 70-ből származik, vélhetően még nem keresztény eredetű. Ezért aztán az a nézet sem valószínű, mely szerint a keresztényüldözések idején keletkezett SATOR forma voltaképpen nem más, mint a Mi Atyánk kereszt alakban elhelyezett első két latin szavának, valamint a görög ábécé első és utolsó betűjének „titkosítása”.
A szöveg kapcsolata a keresztény vallással azonban több kutató más értelmű megfejtésére tekintettel továbbra is kérdéses.
Jézust és a kereszténységet rágalmazó ’graffiti’ található Rómában az első századból, a Circus Maximus melletti őrszoba falán. A kép egy kereszten függő szamárfejű alakot ábrázol, a felirata szerint: „Alexemenosz imádja istenét” – szöveg olvasható rajta. Ennél a falba karcolt rajznál is vitatja néhány szakértő azt, hogy az ábra Jézushoz köthető, és nem egy másik vallás alakja látható a képen – mivel nem tekintik egyértelműnek az olvasatot.
A különböző vizsgálatok szerint az első olyan jelkép, amelyet a keresztények használtak a ’hal’ volt, tekintettel a halászokból lett első tanítványaira Jézusnak. A kereszt azonban hamar felváltotta azt, és két évszázadon belül az egész Római Birodalomban mint az új vallás követőire való utalás elterjedt. Ezt bizonyítja, hogy Nagy Konstantin a Milvius- hídnál lezajlott csatája előtt – tekintettel az álmában kapott üzenetre – a kereszt jelképét helyeztette el katonái pajzsain.
A császárok képeit hordozó és azok hatalmát szimbolizáló clipeusokon (amelyek felé a lakosság kifejezte hódolatnyilvánítását –akklamáció) az államvallássá válás után előbb a kereszt, majd Jézus képmása vette át az uralkodók szerepét. Ettől kezdve pénzérméken és ólomampullákon – A Golgota keresztjét ábrázoló felirattal, Washington; Dumbarton Oaks – festményeken, szobrokon, mozaikokon, jelenik meg Krisztus arcképe vagy alakja. Már az ókorban is ismert volt, de ott más célt szolgált, a középkorban a keresztények körében elterjedő, a szentek életét, Jézus életének főbb mozzanatait bemutató diptichonok, triptichonok – táblaképek. Ezt követően már a művészetek szinte minden ágában teret nyert a kereszténység központi személyének ábrázolása az evangéliumokból megismert jelenetekből.
A művészek előszeretettel választották az angyali üdvözlet, Jézus születése, a gyermek Jézus Keresztelő Jánossal, Jézus megkeresztelkedik témaköreit, és élete utolsó napjait, ami a keresztre feszítéshez vezetett. A művészettörténet legnevezetesebb alkotásokként tartja számon Michelangelo Pietáját a szobrászatban, Matthias Grünewald Isenheimi oltárán látható Golgota és Feltámadás festményeket.

Munkácsy Mihály Krisztus-trilógiája
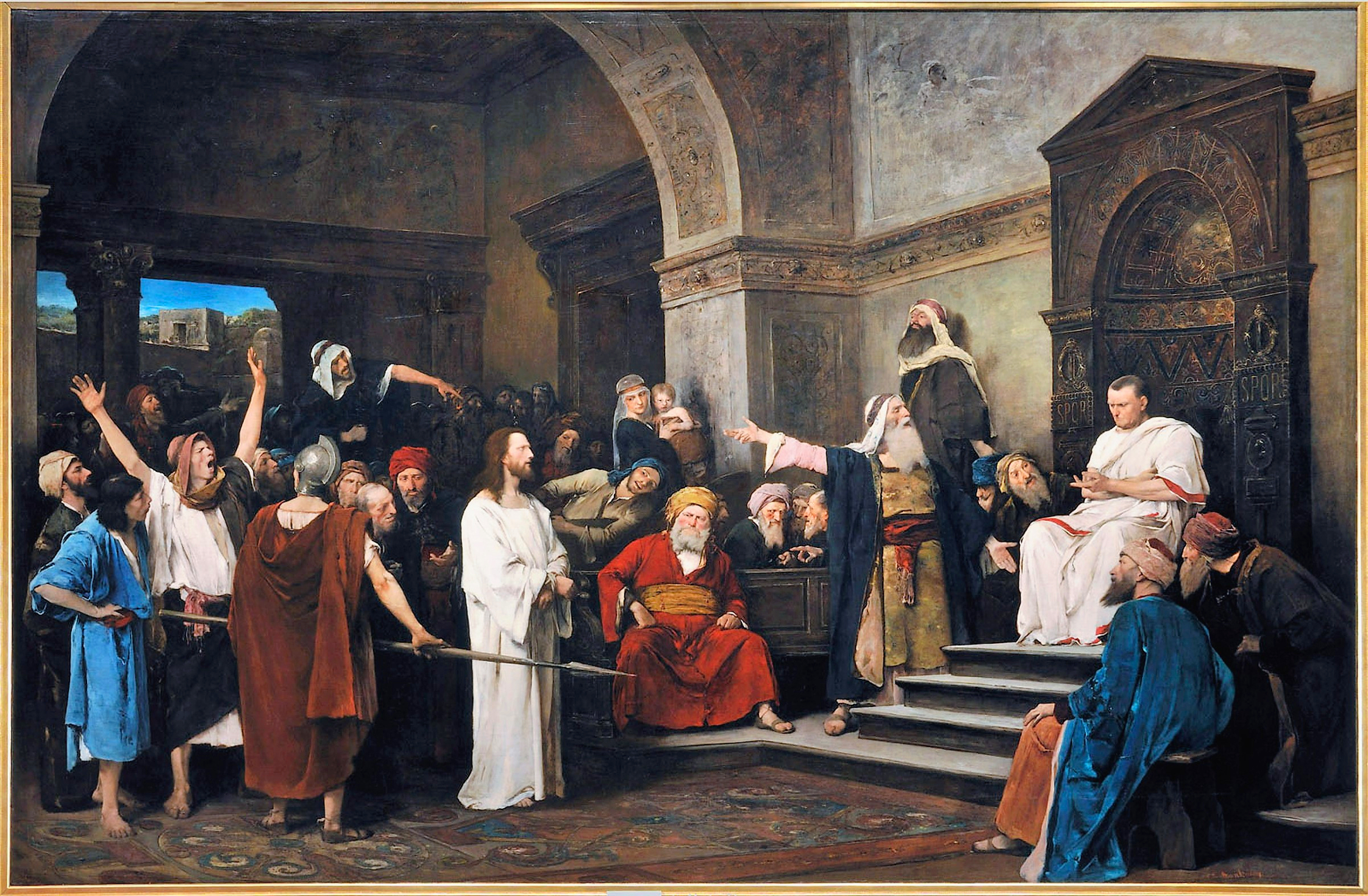
Munkácsy Mihály: Krisztus Pilátus előtt (1881)
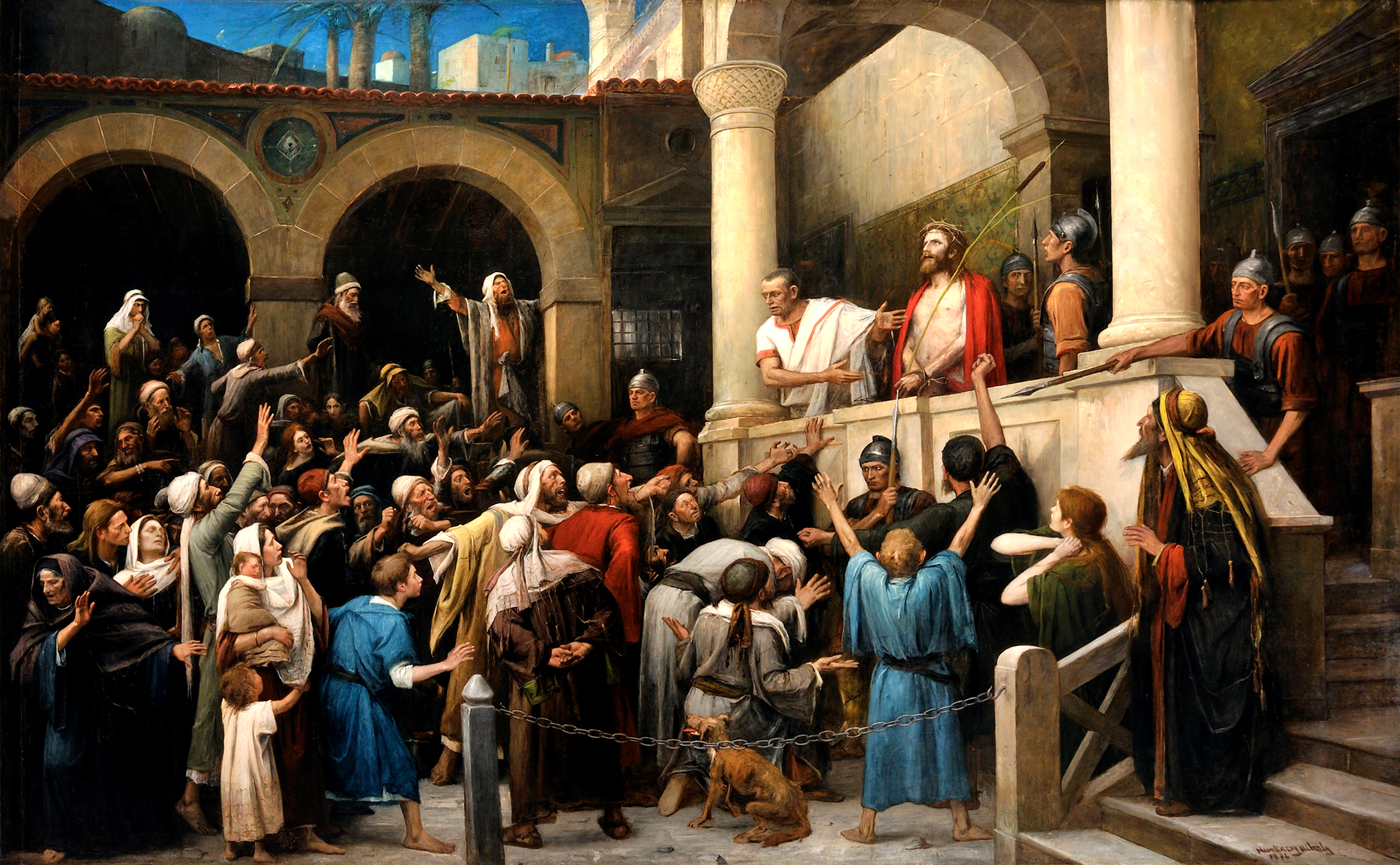
Munkácsy Mihály: Ecce Homo, (1896)
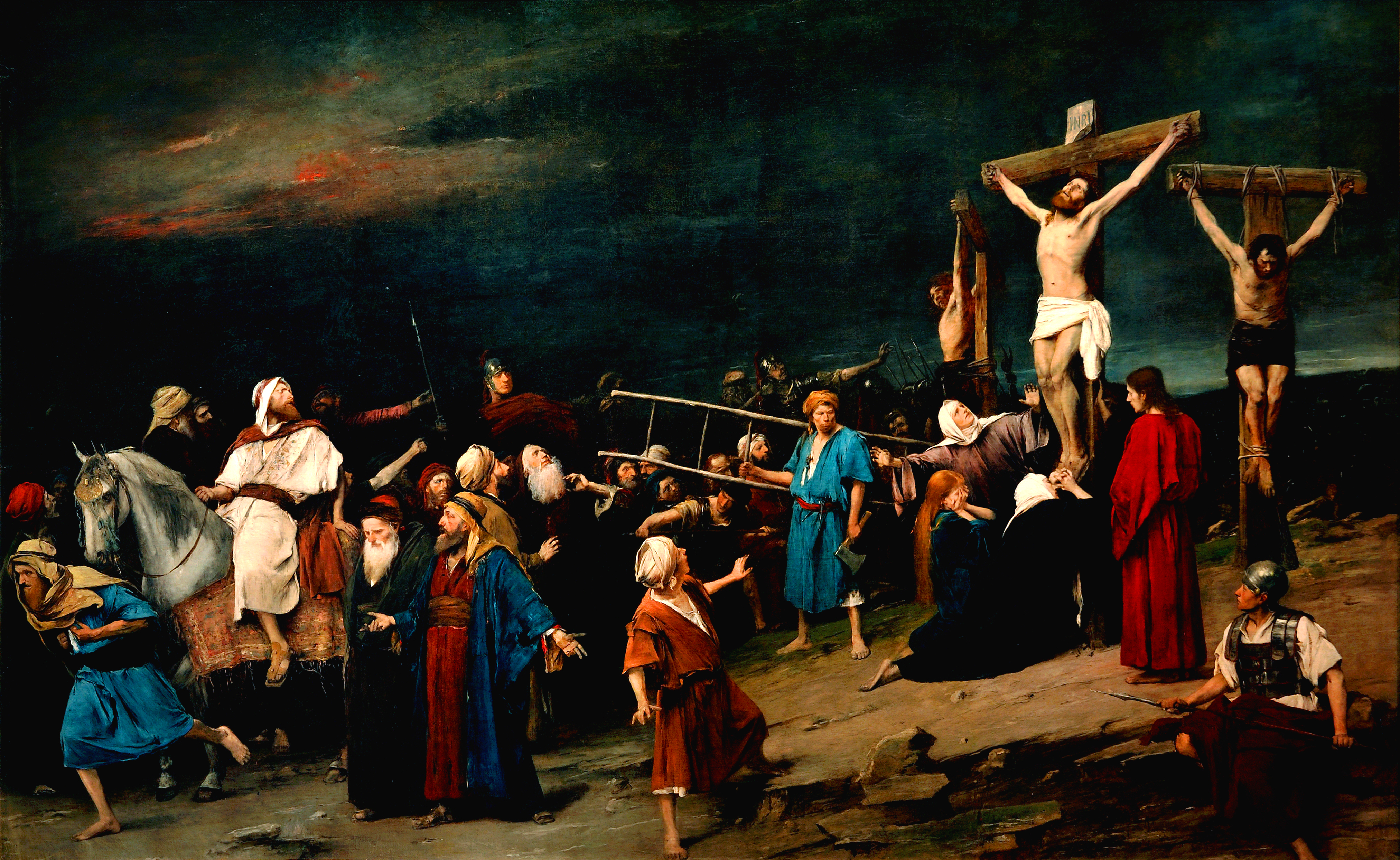
Munkácsy Mihály: Golgota, (1884)

## A filmművészetben
- William Wyler: Ben-Hur (1959) - Rózsa Miklós zenéjével
- George Stevens: A világ legszebb története - A Biblia (1965)
- Tim Rice: Jézus Krisztus szupersztár (1973) musical - Andrew Lloyd Webber zenéjével
- Pier Paolo Pasolini: Máté evangéliuma (1964)
- Franco Zeffirelli: A názáreti Jézus (1977)
- Terry Jones: Brian élete (1979) paródia
- Pasquale Festa Campanile: A lator (1979) paródia
- Martin Scorsese: Krisztus utolsó megkísértése (1988)
- Mel Gibson: A passió (2004)
- Catherine Hardwicke: A születés (2006)
- Christopher Spencer:Isten fia (2014)

## A zeneművészetben
- Johann Sebastian Bach: Karácsonyi oratórium, Máté passió, János passió
- Heinrich Schütz: Karácsonyi oratórium, Máté passió, János passió
- Georg Friedrich Händel: Messiás c. oratórium
- Liszt Ferenc: Krisztus c. oratórium
- Andrew Lloyd Webber: Jézus Krisztus szupersztár (film)